# Patas de rana (canción)
«Patas de rana» es una canción compuesta por el músico argentino Luis Alberto Spinetta que se encuentra en el álbum Privé de 1986, séptimo álbum solista y 19º en el que tiene participación decisiva Luis Alberto Spinetta.
En el álbum Spinetta prescinde del baterista y utiliza en todos los temas una caja de ritmos Yamaha RX-11, programada por él mismo. En este tema Spinetta (voz y guitarra rítmica) está acompañado solamente por Juan Carlos "Mono" Fontana (teclados y bajo) y Ulises Butrón (guitarras y primera guitarra).

## Contexto
Spinetta venía de disolver su banda Spinetta Jade con la que venía tocando desde 1980 y que marcó la etapa final de lo que se ha llamado su "proyecto jazzero", iniciado en 1977. Por otra parte Spinetta venía mostrando desde Mondo di cromo (1983) un giro de su sonido hacia el techno (teclados, secuenciadores, sintetizadores, cajas de ritmos, samplers, MIDI, etc.) que caracterizó los años '80.
Durante 1985 Spinetta había trabajado con Charly García, quien también venía realizando un giro en su sonido desde el álbum Clics modernos (1983), en el marco de un enorme cambio político-cultural en Argentina, a raíz de la caída de la última dictadura militar el 10 de diciembre de 1983, que se extendería a toda América del Sur.
Finalmente el proyecto Spinetta/García quedó trunco debido a las diferencias personales que surgieron entre ellos. Fracasada la elaboración del álbum con Charly y también un intento de realizar un álbum con Pedro Aznar, en los últimos meses de 1985 Spinetta decidió sacar un álbum solista, utilizando parte del material trabajado para el disco con Charly García. 
El nuevo álbum de el Flaco llevó el nombre de Privé y fue pensado por Spinetta como respuesta al fracaso de su proyecto con Charly García. Él mismo define el álbum como "el producto de todo lo que me está pasando; de haber intentado hacer un disco con el flaco (por Charly García)". La mayoría de las canciones están explícita o implícitamente relacionadas con Charly García. El altísimo ritmo musical del álbum, frenético, "casi colérico", también ha sido asociado con el estado emocional de Spinetta luego de su ruptura con García: "A su modo, Privé es un disco de divorcio... más hecho para golpear que para bailar".
Del material trabajado para el frustrado proyecto Spinetta/García, incluyó en este álbum tres temas, "Pobre amor, llámenlo" (dedicado a Charly), "La pelícana y el androide" y "Rezo por vos", este último único tema compuesto por ambos. También incluyó otros dos temas que Spinetta ha revelado que se relacionan con García: «No seas fanática» y «Una sola cosa». En otros temas como "La mirada de Freud" (relacionado con la cocaína), "Alfil, ella no cambia nada" y "Patas de rana", las relaciones son más indirectas y libradas a la interpretación.
Fue grabado en noviembre y los primeros días de diciembre de 1985.

## El tema
El tema es el octavo track (tercero del lado B) del álbum solista Privé. Su título remite a una época en ubicada en un futuro muy lejano ("cientos de siglos después"), cuando "la mutación quizás nos dé patas de rana". Ubicado en esa perspectiva de futuro, "cuando la canción no exista ya", Spinetta se pregunta "¿qué será de esto?"

Cientos de siglos después
cuando la canción no exista ya
¿qué será de esto?
razas y pueblos todo cambiará
no habrá más juicio ni posteridad
y no habrá mate
"Patas de rana" (fragmento)

Poco después de lanzar el álbum Spinetta contó en un reportaje de la revista Humor que, haber visto la serie televisiva Cosmos: un viaje personal, dirigida por Carl Sagan y después haber leído el libro, le aportó una "ubicación", una perspectiva diferente en el tiempo y el espacio de la vida de las personas:

Ahora, sabiendo por Sagan que durante una hora terrestre aparecen un millón de nuevas estrellas en la galaxia... Una hora, en la que nosotros hablamos, fumamos o miramos a Cristina Alberó !!! Eso te ubica. Si nos hemos erguido alguna vez de primates a hombres fue para mirar hacia arriba...
Luis Alberto Spinetta

Pero la letra incluye también un estribillo en segunda persona del singular, en el que Spinetta habla con alguien que no identifica, alguien de quien se ha separado ("oigo tu adiós") y habla de "superamor, ultravisión de tu amor", para concluir que "no sé si olvidar sirve aquí".
En las conversaciones con Eduardo Berti reunidas en el libro Spinetta: crónica e iluminaciones, el Flaco se explaya sobre la canción:

- En "Patas de rana" vos te preguntás: "siglos y siglos después / cuando la canción no exista ya / qué será de esto". Devuelvo otra pregunta: ¿Creés que la canción dejará de existir en algún momento? ¿Imaginás un mundo sin canciones?
- ¿Por qué no...?
- Tal vez sea una idea muy romántica, pero creo que mientras exista el hombre habrá canciones. Incluso vos lo decís de alguna manera en un tema del disco La la la: "Si alguien alza un canto, canta porque es vida".
- Bueno. Lo que sucede es que a través del término "canción" estoy expresando un montón de cosas que pareciera que van a dejar de existir. En otra parte digo, medio en broma, que no va a haber más mate.
- Ahí te creo más.
- No sé. Pienso que es mucho más factible que el mate subsista y las canciones sean simplemente computadoras que hablan. Creo que la belleza y el lirismo pueden llegar a alterarse mucho con el paso del tiempo. Estamos en una etapa culminante de la civilización. En la canción yo hablo de mutación: "razas y pueblos, todo cambiará". Y la visión, la "ultravisión", ante ese futuro es pesimista: "Cielos amarillos sin eternidad y en el obelisco un himen colgará". Es un retrato de los símbolos usados y abandonados una vez que ya produjeron su efecto. No hay nada optimista en esa descripción. Sí es optimista pensar que el "super-amor" nos salvará.
- ¿Otra vez "sólo el amor puede sostener"?
- Debemos sentir amor aunque tengamos patas de rana. Aunque llegando el momento en que la mutación nos haga crecer patas de rana ya no vamos a saber si el recuerdo existe. "No sé si olvidar sirve aquí", dice la letra. Se puede hacer un paralelo con "El anillo del capitán Beto", creo. Es como afirmar que se extrañaría tanto toda esta vida pre-mutación que habría que compensarla con algo, con ese súper-amor. De pronto, para el capitán Beto el súperamor era el anillo o la inmunidad absoluta que da el universo.
Luis Alberto Spinetta

En el álbum Spinetta prescinde del baterista y utiliza en todos los temas una caja de ritmos Yamaha RX-11, programada por él mismo. En este tema Spinetta (voz y guitarra rítmica) está acompañado solamente por Juan Carlos "Mono" Fontana (teclados y bajo) y Ulises Butrón (guitarras y primera guitarra).